# Thomas Scharff (Schauspieler)
Thomas Scharff (* 25. Juni 1970 in Berlin) ist ein deutscher Schauspieler.

## Leben
Nach seinem Abitur studierte er Germanistik, Publizistik und Theaterwissenschaften. 1992 startete er ein einjähriges Schauspielintensivstudium am privaten Schauspielstudio Berlin-Friedrichstraße, mit dem er sich auf die Aufnahmeprüfung an der Hochschule für Musik und Theater „Felix Mendelssohn Bartholdy“ in Leipzig vorbereitete. Von 1993 bis 1995 studierte er in Leipzig Musik und Theater. Anschließend wechselte er zum Staatsschauspiel Dresden und durchlief eine zweijährige Studioausbildung. 1992 schloss er die Ausbildung mit einer Auszeichnung ab. Seine Fernsehkarriere startete er im Jahr 1998 in der ZDF-Reihe Ein starkes Team. Von 2007 bis 2008 spielte er den Polizeihauptkommissar und Dienstgruppenleiter Nils Meermann in der ZDF-Serie Notruf Hafenkante.

## Filme (Auswahl)
- 1998: Ein starkes Team – Das Bombenspiel
- 1998–2003: Die Kommissarin
- 2000: Ein Fall für zwei – Gott ist mein Zeuge
- 2001: Die Frau, die Freundin und der Vergewaltiger/Die Frau, die Freundin und das dunkle Geheimnis
- 2001: Die Mutter meines Mannes
- 2002: Ein Fall für zwei – Ein Penthouse für eine Leiche
- 2003: Jonathans Liebe
- 2003: Die Sitte
- 2003: SOKO 5113 – Match over
- 2003: Alarm für Cobra 11 – Die Autobahnpolizei – Falsche Freundschaft
- 2004: Im Namen des Gesetzes – Die Schuldenfalle
- 2004: Zwei Männer und ein Baby
- 2005: Rosamunde Pilcher: Königin der Nacht
- 2005: Inga Lindström: Auf den Spuren der Liebe
- 2005: Suche Mann für meine Frau
- 2005: SOKO 5113 – Drei Brüder
- 2005: Küstenwache – Verloren in der Tiefe
- 2007–2008: Notruf Hafenkante
- 2008: Liebe, Babys und ein großes Herz
- 2008: SOKO Wien – Abgestürzt
- 2009: Rosamunde Pilcher: Liebe gegen den Rest der Welt
- 2010: Katie Fforde: Festtagsstimmung
- 2010: Tatort – Borowski und eine Frage von reinem Geschmack
- 2010: Alarm für Cobra 11 – Die Autobahnpolizei – Das zweite Leben
- 2011: Der letzte Bulle (Fernsehserie) – Folge: Mord auf Distanz
- 2011, 2022: SOKO Leipzig – Geister, Verrannt
- 2011: Tatort – Edel sei der Mensch und gesund
- 2012: Kreuzfahrt ins Glück – Jersey
- 2012, 2020: In aller Freundschaft – Folgen: Morgen, Kinder wird`s was geben, Hier und jetzt
- 2013: Hänsel und Gretel: Hexenjäger
- 2014: Dr. Klein – Folge: Ein neues Leben
- 2014: Crossing Lines – Das Team (Fernsehserie)
- 2015: Es kommt noch besser
- 2015: Der 8. Kontinent
- 2015: Alarm für Cobra 11 – Die Autobahnpolizei – Folge: Tausend Tote
- 2015, 2024: In aller Freundschaft – Die jungen Ärzte – Folgen: Courage, Einzug
- 2016: Tierärztin Dr. Mertens – Folge: Klare Worte
- 2019: SOKO Köln – Folge: Todesstoß
- 2020: Letzte Spur Berlin – Folge: Anrufe
- 2020: SOKO Wismar – Folge: Zucht und Ordnung
- 2021: Das Traumschiff: Schweden
- 2023: Bettys Diagnose – Folge: Unter Beobachtung
- 2023: Der Alte – Folge: Rückkehr ohne Wiedersehen
- 2024: Erzgebirgskrimi – Die Tränen der Mütter